# Ordine dell'Amicizia (Corea del Nord)
L'Ordine dell'Amicizia è un'onorificenza nordcoreana.

## Storia
L'ordine è stato istituito il 25 luglio 1985.

## Classi
L'Ordine dispone delle seguenti classi di benemerenza:
- I classe
- II classe

| Nastri    |          |
| II classe | I classe |

## Assegnazione
L'ordine viene assegnato ai cittadini stranieri per premiare servizi eccezionali nello sviluppo di relazioni amichevoli tra i loro paesi e la Repubblica Popolare Democratica di Corea.

## Insegne
- Il nastro è rosso con ai bordi una striscia bianca e una più larga striscia blu.